# Арнетт Кобб
А́рнетт Кобб (англ. Arnett Cobb), справжнє ім'я А́рнетт Кле́офус Коббс (англ. Arnett Cleophus Cobbs; 10 серпня 1918, Х'юстон, Техас — 24 березня 1989, там само) — американський джазовий саксофоніст (тенор).

## Біографія
Народився 10 серпня 1918 року Х'юстон, штат Техас. Навчався грати на фортепіано у свої бабусі; також грав на скрипці та сі-тенор саксофоні.
Почав професійно грати у 1933 році у гурті Френка Девіса, потім продовжив свою кар'єру з Честером Буном (1933—36) та Мілтоном Ларкіном (1936—42). Замінив Іллінойса Жаке в гурті Лайонела Гемптона (1942—47), потім, здобувши репутації, залишив гурт та сформував власний бенд, однак через операції на спині (1948) був змушений на деякілька років перервати виступи.
У 1951 році реорганізував свій гурт; активно виступав, доки у 1956 році не потрапив до автомобільної аварії, в якій зазнав серйозних пошкоджень. Відновив виступи з гуртом у 1957—58 роках, після чого повернувся до Х'юстона, де керував клубом Ebony Club та час від часу очолював власні біг-бенди у 1960-х, хоча хвороби постійно заважали йому виступати.
Виступав в клубі Club Magnavox в Х'юстоні улітку 1970 року. У 1973 році концертував з Іллінойсом Жаке в Таун-холлі в Нью-Йорку, відновивши кар'єру; того ж року вирушив у свої перші та успіші гастролі до Європи. Ще раз гастролював по Європі з Гемптоном (1978). У 1980-х активно виступав з концертами в США та Європі, часто спільно з гуртом Texas Tenors, до якого входили Жаке і Бадді Тейт.
Помер 24 березня 1989 року у віці 70 років в рідному місті Х'юстоні.

## Дискографія
- Arnett Blows for 1300 (Delmark, 1947)
- Blow Arnett, Blow (Prestige, 1959) (також вийшов як Go Power!!!)
- Smooth Sailing (Prestige, 1959)
- Party Time (Prestige, 1959)
- More Party Time (Prestige, 1960)
- Movin' Right Along (Prestige, 1960)
- Sizzlin' (Prestige, 1960)
- Ballads by Cobb (Moodsville, 1960)
- The Wild Man from Texas (Black & Blue, 1974—76)
- Arnett Cobb Is Back (Progressive, 1978)
- Funky Butt (Progressive, 1981)
- Keep on Pushin (Bee Hive, 1984)
- Showtime (Fantasy, 1987)
- Tenor Tribute (Soul Records, 1988)
- Tenor Tribute, Volume 2 (Soul Note, 1988)